# Michalis Papakonstandinou
Michalis Papakonstandinou (Grieks: Μιχάλης Παπακωνσταντίνου) (Kozani, 1 november 1919 - Athene, 17 januari 2010) was een Grieks conservatief politicus van de partij Nieuwe Democratie. 
In 1961 maakte hij voor het eerst deel uit van het Griekse parlement en in  1964 was Papakonstandinou staatssecretaris bij het ministerie van defensie in de regering van Giorgos Papandreou. In de periode van het kolonelsregime kreeg hij een zekere vorm van huisarrest opgelegd. In 1981 werd hij tot vertegenwoordiger verkozen voor de partij Nea Dimokratia.
Hij was achtereenvolgens minister van Industrie (1989), Landbouw (1990-1991), Justitie (1991-1992) en Buitenlandse Zaken (1992-1993) in de regeringen van Tzannis Tzannetakis en Konstandinos Mitsotakis. Eind 1993 kwam hij in conflict met de voorzitter van Nea Dimokratia, Miltiadis Evert, over diens nationalistische houding in de kwestie over de naam van Macedonië. Hij werd geroyeerd en ging als onafhankelijke afgevaardigde verder. 
Hij was tevens de auteur van een aantal juridische, historische en politieke werken in het Grieks en in het Engels.